# Moros y Cristianos

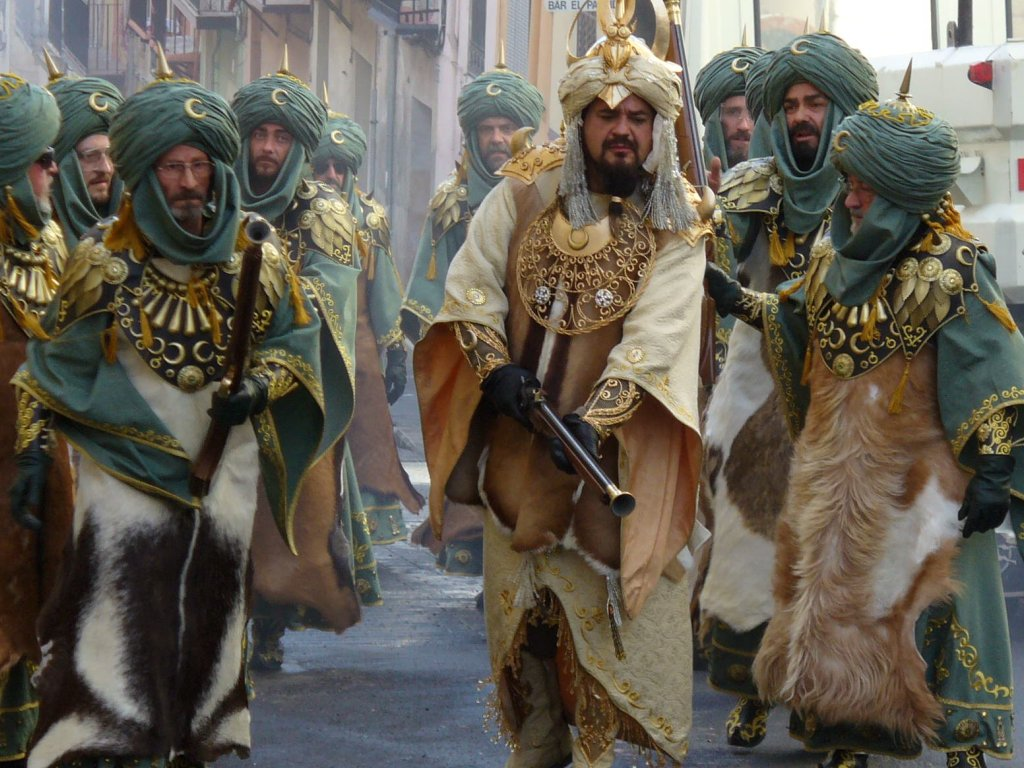
Aufwändige Kostüme und Requisiten

Moros y Cristianos (kastilisch) oder Moros i Cristians (valencianisch), Mauren und Christen, sind Fiestas mit historischem Hintergrund, die in vielen Gegenden Spaniens, vor allem aber der Autonomen Region Valencia gefeiert werden.
Die Fiestas finden im Gedenken an die Reconquista und die Kämpfe zwischen maurischen und christlichen Truppen zwischen dem 8. und dem 15. Jahrhundert statt. Seltener werden auch die Überfälle nordafrikanischer Piraten (Korsaren) an der Mittelmeerküste nachgespielt, wie beispielsweise in Port de Sóller auf Mallorca.

## Verlauf

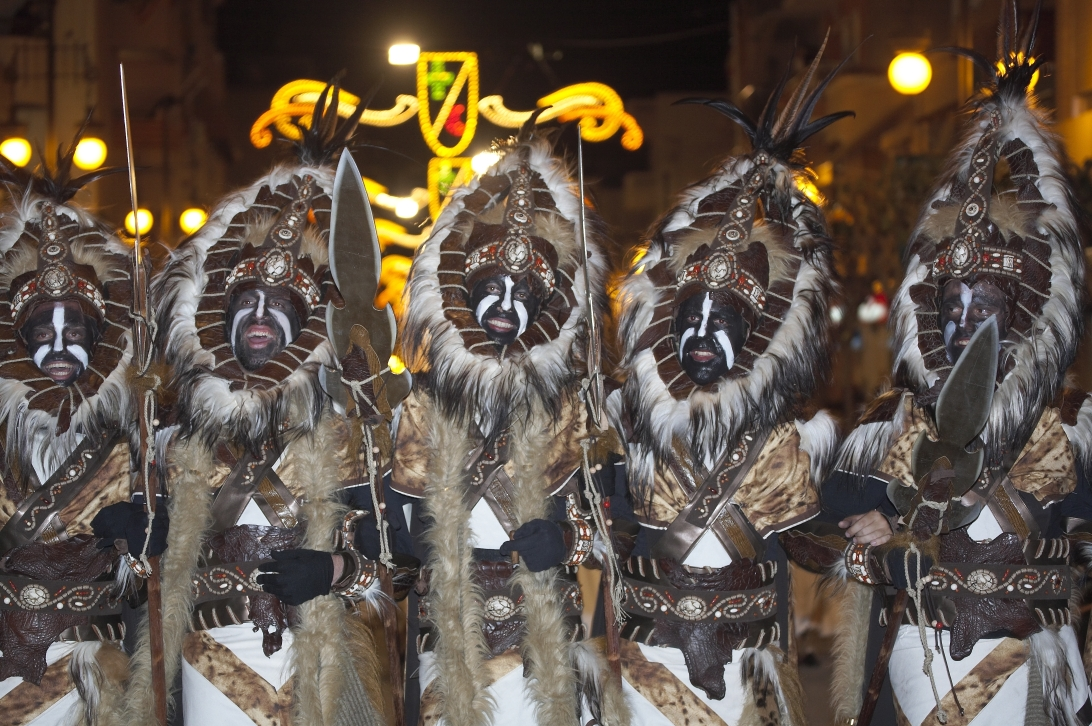
Einzug der Mauren (El Campello)

Die Dramaturgie der Fiestas besteht in der Eroberung einer Stadt durch die Mauren und deren Rückeroberung durch die Christen. Die Aufführung des Chimo bildet hierbei den Auftakt, z. B. nach der symbolischen Einnahme des Rathauses von Ontinyent durch die Mauren. Die Teilnehmer der Fiestas sind in filaes oder comparsas organisiert. Diese Gruppen stehen für christliche oder maurische Truppen. Die Darsteller der Christen tragen mittelalterlichen Gewändern nachempfundene Kostüme wie Metallrüstungen mit Pelzbesatz und Helme. Sie reiten bei den Festumzügen oft auf Pferden.

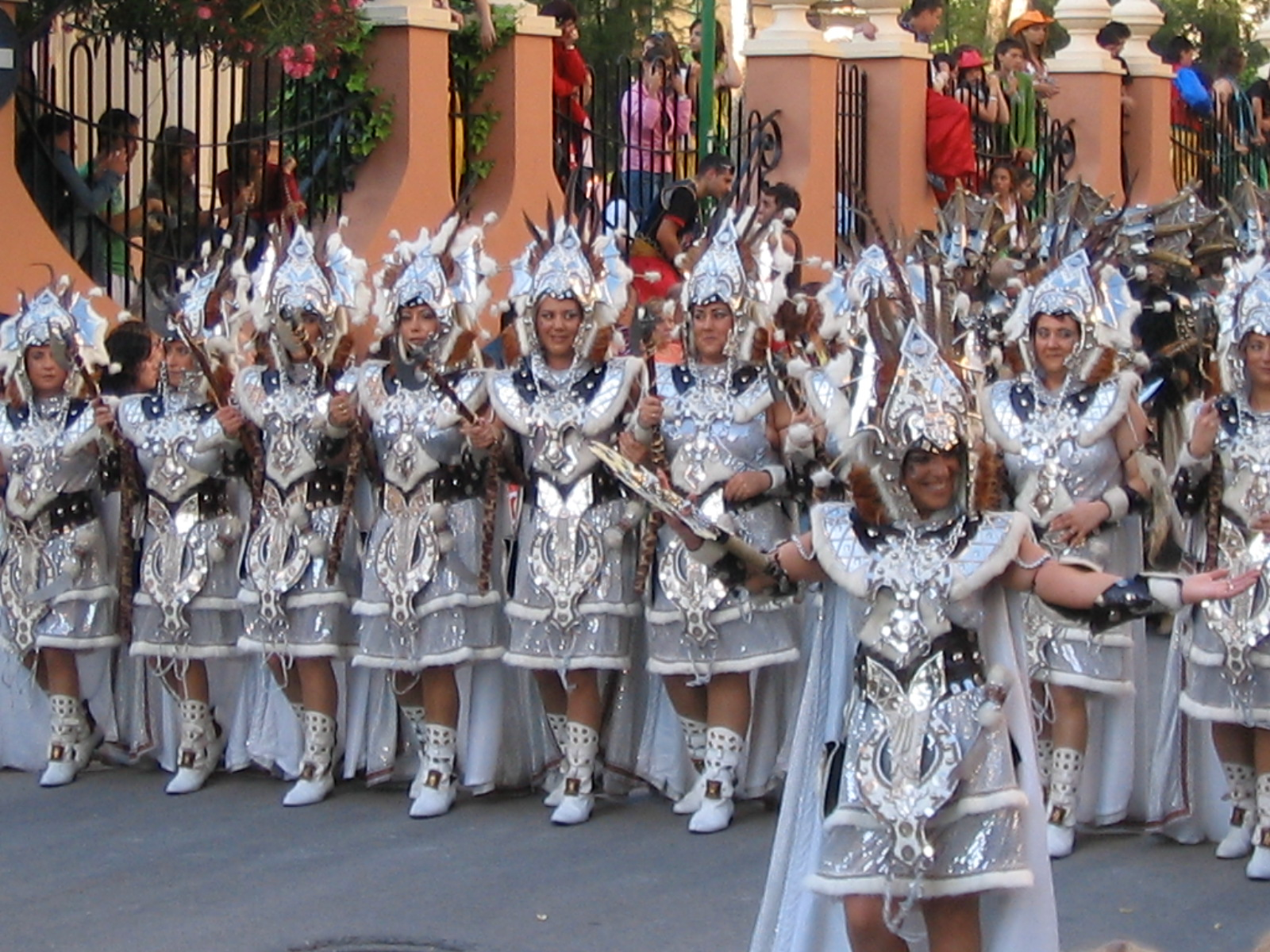
Reihen der Christen (Elda)

Die Mauren-Darsteller treten in arabischen Kostümen mit Säbeln auf und reiten bei den Festumzügen zuweilen auf Kamelen oder Elefanten. Zu den mehrtägigen Festen gehören Umzüge, Böllerschüsse, Feuerwerke und mittelalterliche Musik. Ein nachgestellter Kampf um eine Burg bildet meist den Höhepunkt der Fiesta, die darin endet, dass sich der Befehlshaber der Mauren den Christen ergibt.

## Orte
In ganz Spanien gibt es nach Angaben des Festverbandes Undef rund 400 solcher Veranstaltungen. Die meisten sind seit den siebziger Jahren entstanden.
Das berühmteste Mauren-und-Christen-Spektakel findet jährlich im April in Alcoy statt. Dort wird des heiligen Georg gedacht, der nach einer Legende während des Kampfs gegen die Mauren erschien und den Christen zu Hilfe kam.

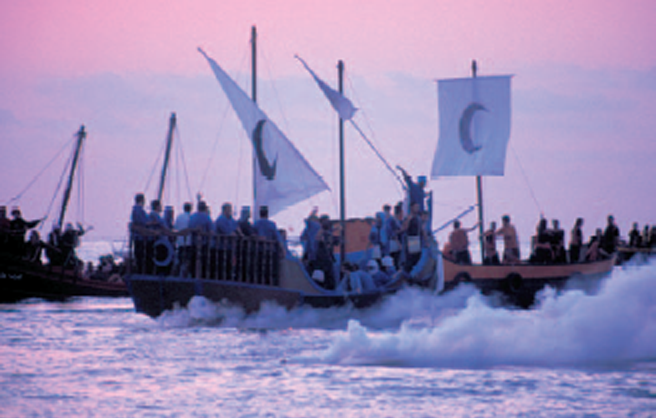
Landung der Mauren vor der Stadt Villajoyosa

Sehenswerte Moros-y-Cristianos-Fiestas gibt es auch in den Orten Villajoyosa und El Campello (dort werden die Landungen der Mauren mit Schiffen nachgespielt), Villena, wo rund 12.000 Laiendarsteller teilnehmen, Biar, Cocentaina, Crevillent, El Campello, Elda, El Verger, Muro d’Alcoi, Ontinyent, Pego, Altea, Orihuela, Petrer, Guardamar del Segura und in einigen Vierteln Alicantes. Das älteste Moros-y-Cristianos-Spektakel findet in Caudete (Provinz Albacete) seit 1588 statt.

## Sonstiges
Für eine Diskussion sorgte im Jahr 2006 der Imam von Málaga, Félix Herrero, der forderte, die Fiestas als Verunglimpfung des Islams abzuschaffen. Andere, wie der Vorsitzende des Festverbandes Undef, Francisco López Pérez, betonen eher den völkerverbindenden Charakter der Feste. Bestandteile, die als Verunglimpfung religiöser Symbole – etwa des Halbmondes – gesehen werden können, wurden größtenteils zu Beginn des 21. Jahrhunderts aus den Fiesta-Programmen verbannt.